# Gisbert von Romberg (Diplomat)
Konrad-Gisbert Freiherr von Romberg (* 31. März 1866 in Baden-Baden; † 8. Dezember 1939 auf Schloss Möhnersdorf, Kreis Jauer, Schlesien) war ein deutscher Diplomat.

## Leben
Seine Eltern waren Leo (Leonhard) von Romberg und Imma Freiin von Eckardstein-Falkenhagen (* 1837; † 1869), Tochter der Imma (Wilhelmine) Gräfin Finck von Finckenstein (* 1817; † 1871) und des Julius Freiherr von Eckardstein-Falkenhagen (* 1806; † 1844). Der Vater war kgl. preuß. Kammerherr, Rittmeister a. D. sowie Ceremonienmeister, Gutsbesitzer in Nordbrandenburg, in Zaatzke bei Wittstock, Ritter des Deutschen Ordens, Ballei Utrecht, und Ehrenritter des Johanniterordens, Balley Brandenburg. Die Eltern hatten am 8. März 1858 in Paris geheiratet. Konard-Gisbert hatte zwei Schwestern, Imma, 1860 in Berlin geboren, und Marie, 1864 geboren. Der Bruder Hermann von Romberg war Vorsteher des Klosters Stift zum Heiligengrabe, in der Nähe von Zaatzke gelegen. Der Politiker Max von Romberg war sein Brunner Cousin.
Baron Romberg studierte Rechtswissenschaft an der Rheinischen Friedrich-Wilhelms-Universität Bonn und wurde 1886 im Corps Borussia Bonn aktiv. 1889 wurde er als Referendar in den Auswärtigen Dienst einberufen. Von 1912 bis zu seiner Ablösung im Januar 1919 war er deutscher Gesandter in Bern. Anschließend war er Leiter des Ostreferats in der Politischen Abteilung des Auswärtigen Amtes. 1931 trat er in den Ruhestand. Romberg unterstützte früh die diplomatische Verwendung von Harry Graf Kessler in der Schweiz.
Romberg hatte in Morsbroich am 22. Januar 1908 Gabriele Berta Agnes von Diergardt (1878–1924) geheiratet, Tochter der Agnes Freiin von Loën und des Offiziers und Gutsbesitzers Friedrich von Diergardt-Morsbroich. Gabriele und Konrad-Gibert von Romberg hatten die Tochter Imma Agnes Therese Margarethe Freiin von Romberg (1909–1941), den Adoptivsohn Gisbert Leonhard Friedrich Daniel von Klitzing Freiherr von Romberg (1911–1941) und Vera M. B. von Klitzing Freiin von Romberg (1913–1944) und die Adoptivtochter Vera Maria Bertha von Klitzing Freiin von Romberg (1913–1944). Mit den drei Kindern war Baron (Freiherr) Romberg Gutseigentümer vom Rittergut Möhnersdorf, Kreis Jauer, Schlesien. Dieser Besitz, mit Schloss Möhnersdorf, heute ein entkernter Baukörper, umfasste 1937 etwa 379 ha, davon waren 93 ha Acker und 111 ha Forsten. Den Gutsbetrieb leiteten ein Förster und ein Gärtner.
Romberg war Mitglied der Deutschen Dendrologischen Gesellschaft und er stand im engen Kontalt mit dem Deutschen Herrenklub. Konrad-Gisbert Freiherr von Romberg war des Weiteren in den 1930er Jahren mit seiner Tochter Irma (Imma) in der mitgliederstarken Landesabteilung Schlesien der Deutschen Adelsgenossenschaft organisiert.

## Auszeichnungen
- Wirkl. Geh. Rat
- Exzellenz (Titel)
- Ehrenmitglied des Corps Borussia Bonn[2]

## Schriften
- Die Fälschungen des russischen Orangebuches: Der wahre Telegrammwechsel Paris-Petersburg bei Kriegsausbruch. de Gruyter, Berlin 1922.
  - englische Übersetzung: The Falsifications of the Russian Orange Book. Actual Exchange of Telegrams between Paris and St. Petersburg at the Outbreak of the War. Allen & Unwin, London 1923.
  - spanische Übersetzung: Las falsedades del Libro amarillo ruso : Texto exacto y completo de los telegramas cambiados entre París y Petrogrado durante los días que precedieron a la declaración de guerra. W. de Gruyter & Co. Berlin/Leipzig 1923.

## Genealogie
- Gothaisches Genealogisches Taschenbuch der Freiherrlichen Häuser 1877. 27. Jahrgang, Justus Perthes, Gotha 25. November 1876, S. 716.
- Hans Friedrich von Ehrenkrook, Carola von Ehrenkrook, Friedrich Wilhelm Euler, Jürgen Thiedicke von Flotow, Walter von Hueck, Johann Georg von Rappard, Hans-Jürgen von Witzendorff et al.: Genealogisches Handbuch der Freiherrlichen Häuser / A (Uradel/vor 1400 nobilitiert) 1959. Band III, Band 21 der Gesamtreihe GHdA (1951 bis 2014), Hrsg. Deutsches Adelsarchiv, C. A. Starke, Limburg/Lahn 1959, S. 398–404.
- Walter von Hueck et al.: Genealogisches Handbuch der Freiherrlichen Häuser. A (Uradel). 1977. Band X, Band 65 der Gesamtreihe GHdA (1951 bis 2014), Hrsg. Deutsches Adelsarchiv, C. A. Starke, Limburg/Lahn 1959, S. 314–315.
- Gerhard Keiper et al: Biographisches Handbuch des deutschen Auswärtigen Dienstes, Band 3, Hrsg. Auswärtiges Amt, Schöningh, Paderborn, München, Wien und Zürich 2007, S. 716.